# Rajd Wysp Kanaryjskich 2010

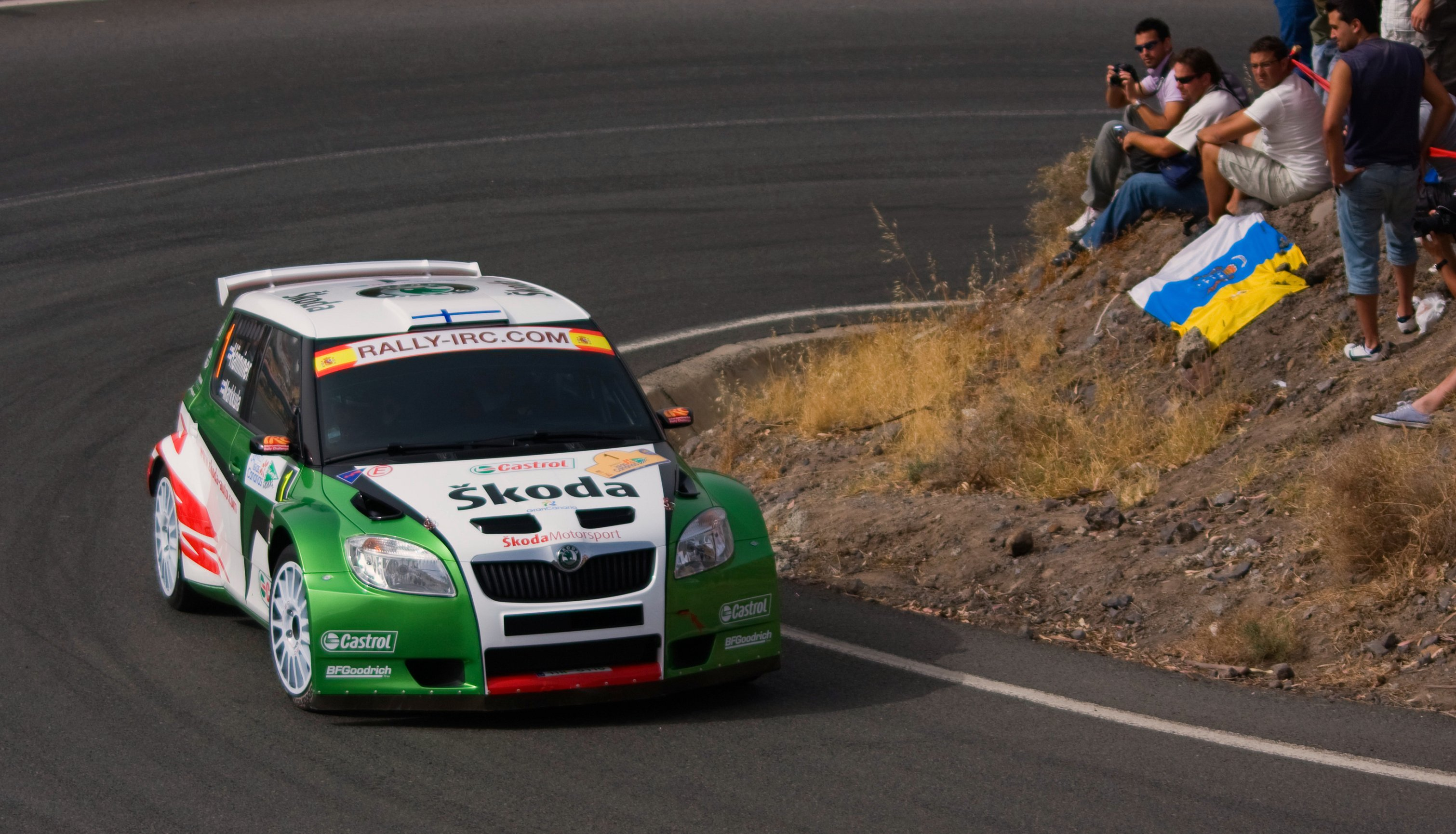
Zdobywca drugiego miejsca w rajdzie Fin Juho Hänninen

Rezultaty Rajdu Wysp Kanaryjskich (34. Rally Islas Canarias - El Corte Inglés 2010), eliminacji Intercontinental Rally Challenge w 2010 roku, który odbył się w dniach 30 kwietnia-1 maja. Była to czwarta runda IRC w tamtym roku oraz druga asfaltowa, a także druga w mistrzostwach Hiszpanii. Bazą rajdu było miasto Las Palmas de Gran Canaria. Zwycięzcami rajdu została czeska załoga Jan Kopecký i Petr Starý, jadąca Škodą Fabią S2000. Wyprzedzili oni Finów Juho Hänninena i Mikko Markkulę oraz Brytyjczyków Guya Wilksa i Phila Pugha, jadących tym samym samochodem.
Rajdu nie ukończyło 17 zawodników, w tym 3 biorących udział w IRC. Brazylijczyk Daniel Oliveira (Peugeot 207 S2000) wycofał się z jazdy na 11. oesie. Na tym samym oesie Austriak Franz Wittmann Jr. (Peugeot 207 S2000) zrezygnował z dalszej jazdy na skutek uszkodzenia koła. Z kolei na 14. oesie wypadkowi uległ Belg Thierry Neuville (Peugeot 207 S2000).

## Klasyfikacja ostateczna
| Miejsce                                 | Zawodnik                 | Pilot                    | Samochód                 | Czas                     | Strata                   | Punkty                   |
| IRC (punktowane pozycje)                | IRC (punktowane pozycje) | IRC (punktowane pozycje) | IRC (punktowane pozycje) | IRC (punktowane pozycje) | IRC (punktowane pozycje) | IRC (punktowane pozycje) |
| --------------------------------------- | ------------------------ | ------------------------ | ------------------------ | ------------------------ | ------------------------ | ------------------------ |
| 1.                                      | Jan Kopecký              | Petr Starý               | Škoda Fabia S2000        | 2:12:27.4                |                          | 10                       |
| 2.                                      | Juho Hänninen            | Mikko Markkula           | Škoda Fabia S2000        | 2:12:36.5                | +9.1                     | 8                        |
| 3.                                      | Guy Wilks                | Phil Pugh                | Škoda Fabia S2000        | 2:13:03.8                | +36.4                    | 6                        |
| 4.                                      | Kris Meeke               | Paul Nagle               | Peugeot 207 S2000        | 2:13:32.9                | +1:05.5                  | 5                        |
| 5.                                      | Bruno Magalhães          | Carlos Magalhães         | Peugeot 207 S2000        | 2:13:45.2                | +1:17.8                  | 4                        |
| 6.                                      | Alberto Hevia            | Alberto Iglesias         | Škoda Fabia S2000        | 2:13:52.5                | +1:25.1                  | 3                        |
| 7. (12.)                                | Ruben Gracia             | Diego Sanjuan            | Mitsubishi Lancer Evo X  | 2:22:33.9                | +10:06.5                 | 2                        |
| 8. (13.)                                | Sergio Vallejo           | Diego Vallejo            | Ford Fiesta S2000        | 2:25:17.1                | 12:49.7                  | 1                        |
| Mistrzostwa Hiszpanii (pierwsza trójka) |                          |                          |                          |                          |                          |                          |
| 1. (6.)                                 | Alfonso Viera            | Victor Perez             | Ford Focus WRC           | 2:13:54.1                |                          |                          |
| 2. (7.)                                 | Miguel Fuster            | Ignacio Aviño            | Porsche 911 GT3          | 2:14:00.5                | +6.4                     |                          |
| 3. (8.)                                 | Alberto Hevia            | Alberto Iglesias         | Škoda Fabia S2000        | 2:14:52.5                | +58.4                    |                          |

## Zwycięzcy odcinków specjalnych
| Dzień      | Odcinek | G. rozp. | Nazwa                       | Długość  | Zwycięzca        | Czas    | Lider rajdu |
| ---------- | ------- | -------- | --------------------------- | -------- | ---------------- | ------- | ----------- |
| 1 (30 KWI) | SS1     | 9:00     | Moya I                      | 8.61 km  | Kris Meeke       | 5:04.4  | Kris Meeke  |
| 1 (30 KWI) | SS2     | 9:22     | Fontanales I                | 24.85 km | Juho Hänninen    | 16:03.8 | Kris Meeke  |
| 1 (30 KWI) | SS3     | 10:20    | Teror I                     | 11.83 km | Jan Kopecký      | 7:09.7  | Kris Meeke  |
| 1 (30 KWI) | SS4     | 12:55    | Moya II                     | 8.61 km  | Kris Meeke       | 4:58.8  | Kris Meeke  |
| 1 (30 KWI) | SS5     | 13:17    | Fontanales II               | 24.85 km | Kris Meeke       | 15:52.4 | Kris Meeke  |
| 1 (30 KWI) | SS6     | 14:15    | Teror II                    | 11.83 km | Kris Meeke       | 7:06.4  | Kris Meeke  |
| 1 (30 KWI) | SS7     | 17:33    | Era del Cardón              | 8.92 km  | Kris Meeke       | 5:23.9  | Kris Meeke  |
| 1 (30 KWI) | SS8     | 17:55    | Ingenio                     | 29.95 km | Jan Kopecký      | 18:27.0 | Jan Kopecký |
| 1 (30 KWI) | SS9     | 19:03    | La Atalaya de Santa Brigida | 7.80 km  | odcinek odwołany | -       | Jan Kopecký |
| 2 (1 MAJ)  | SS10    | 8:48     | Santa Brigida I             | 7.80 km  | Jan Kopecký      | 4:41.9  | Jan Kopecký |
| 2 (1 MAJ)  | SS11    | 9:28     | Telde I                     | 25.26 km | Alberto Hevia    | 15:05.4 | Jan Kopecký |
| 2 (1 MAJ)  | SS12    | 10:23    | Agüimes I                   | 9.11 km  | Jan Kopecký      | 5:29.1  | Jan Kopecký |
| 2 (1 MAJ)  | SS13    | 12:54    | Santa Brigida II            | 7.80 km  | Kris Meeke       | 4:39.1  | Jan Kopecký |
| 2 (1 MAJ)  | SS14    | 13:34    | Telde II                    | 25.26 km | Kris Meeke       | 15:37.4 | Jan Kopecký |
| 2 (1 MAJ)  | SS15    | 14:29    | Agüimes II                  | 9.11 km  | Kris Meeke       | 5:28.2  | Jan Kopecký |